# Pterolophia medioplagiata
Pterolophia medioplagiata là một loài bọ cánh cứng trong họ Cerambycidae.